# Nhà thờ Chúa Ba Ngôi ở Mezina
Nhà thờ Chúa Ba Ngôi ở Mezina (tiếng Séc: Kostel Nejsvětější Trojice v obci Mezina) là một nhà thờ Công giáo La Mã được xây dựng vào thế kỷ 18, thuộc tổng giáo phận Ostrava-Opava, tọa lạc ở làng Mezina, huyện Bruntál, vùng Moravskoslezský, Cộng hòa Séc. Thánh đường này được công nhận là một di tích văn hóa của Cộng hòa Séc.

## Lịch sử
Làng Mezina được thành lập vào năm 1258 dưới thời trị vì của vua Séc Přemysl Otakar II. Nhà thờ Chúa Ba Ngôi ở Mezina được xây dựng theo phong cách kiến trúc Baroque vào năm 1777 và được cải tạo lại vào năm 1822. Công việc trùng tu nhà thờ diễn ra vào năm 2003.
Nhà thờ Chúa Ba Ngôi ở Mezina thuộc quyền quản lý của giáo hạt Bruntál (một trong những giáo hạt của tổng giáo phận Ostrava-Opava).

## Kiến trúc
Nhà thờ Chúa Ba Ngôi ở Mezina mang phong cách kiến trúc Baroque, được xây dựng trên một mặt bằng hình chữ nhật. Xung quanh nhà thờ là một bức tường bằng đá (bức tường này đã được sửa chữa vào năm 2003). Ở giữa phần mái nhà thờ nhô ra một tòa tháp chuông với phần mái che hình củ hành.